# سیمپیوتر
سیمپیوتر یک کامپیوتر دستی مبتنی بر لینوکس سخت افزاری مستقل و باز بود که برای اولین بار در سال 2002 منتشر شد. این محصول که در هند توسعه یافت و عمدتاً در داخل کشور توزیع شد ، به عنوان جایگزینی کم هزینه برای رایانه های شخصی در نظر گرفته شد . با اهداف اولیه فروش 50000 سیمپیوتر، این پروژه تا سال 2005 تنها حدود 4000 دستگاه فروخته بود و منابع خبری آن را شکست خورده نامیده اند.
این دستگاه توسط Simputer Trust، یک سازمان غیرانتفاعی که در نوامبر 1999 توسط هفت دانشمند و مهندس هندی به رهبری دکتر Swami Manohar تشکیل شد، طراحی شد . کلمه "Simputer" مخفف " کامپیوتر افراد ساده، ارزان و چند زبانه " است و علامت تجاری Simputer Trust است. این دستگاه شامل نرم افزار تبدیل متن به گفتار است و سیستم عامل لینوکس را اجرا می کند . از نظر ظاهری مشابه با کلاس کامپیوترهای دستی PalmPilot , صفحه حساس به لمس با یک قلم کار می شود . تشخیص دست خط سادهنرم افزار توسط برنامه Tapatap ارائه شده است.
Simputer Trust به دو سازنده مجوز ساخت این دستگاه ها را صادر کرد، Encore Software، که Mobilis را برای اهداف شرکتی/آموزشی و SATHI برای اهداف دفاعی ساخته است، و PicoPeta Simputers، که یک محصول مصرفی به نام Amida Simputer را منتشر کرد.
ویژگی های دستگاه شامل صفحه نمایش لمسی ، کارت هوشمند ، پورت سریال و اتصالات USB و پورت انجمن داده مادون قرمز (IrDA) است و در دو نسخه صفحه نمایش سیاه سفید و رنگی منتشر شد.